# Global Citizen - EP 1
Global Citizen és l'onzè EP editat per la banda anglesa de rock alternatiu Coldplay, tot i que ho van fer amb el pseudònim de Los Unidades. Es va publicar el 30 de novembre de 2018 i va comptar amb la producció de Rik Simpson i les col·laboracions especials d'altres artistes mundialment famosos com Pharrell Williams, David Guetta, Stargate o Stormzy.
Tots els beneficis obtinguts de l'àlbum es van destinar a l'organització Global Citizen, organització internacional d'educació i defensa que treballa per catalitzar el moviment per acabar amb la pobresa estrema. Es va publicar com a antecedent de la participació de Coldplay en el "Mandela 100" Global Citizen Festival, que es va celebrar el 2 de desembre de 2018 a Sud-àfrica.

## Llista de cançons
| Núm.          | Títol         | Composició | Artistes                                                               | Durada |
| ------------- | ------------- | --- | ---------------------------------------------------------------------- | ------ |
| 1.            | «Rise Up»     | Mikkel S. Eriksen, Nelson Mandela, Tor E. Hermansen                                                                                    | Stargate, Nelson Mandela                                               | 3:03   |
| 2.            | «E-Lo»        | Chris Martin, Guy Berryman, Jocelyn Donaldson, Jonny Buckland, Letta Mbulu, Will Champion                                              | Los Unidades, Pharrell Williams, Jozzy                                 | 3:34   |
| 3.            | «Timbuktu»    | Caiphus Semenya, Martin, Clarence Charles, Berryman, Buckland, Michael Owuo Jr., Champion                                              | Cassper Nyovest, Los Unidades, Stormzy, Jess Kent                      | 3:44   |
| 4.            | «Voodoo»      | Ayodeji Ibrahim Balogun, Martin, David Guetta, Daniel Morales, Berryman, Buckland, S. Eriksen, Tiwatope Savage, E. Hermansen, Champion | Stargate, Los Unidades, Tiwa Savage, WizKid, Danny Ocean, David Guetta | 3:57   |
| Durada total: | Durada total: | Durada total: | Durada total:                                                          | 14:18  |

## Crèdits
Los Unidades
- Chris Martin – cantant, teclats, guitarra acústica
- Jonny Buckland – guitarra elèctrica
- Guy Berryman – baix
- Will Champion – bateria, drum pad, percussió, veus addicionals

Músics addicionals
- Stargate
- Nelson Mandela – veus addicionals (cançó 1)
- Pharrell Williams – veus addicionals (cançó 2)
- Jozzy – cantant (cançó 2)
- Cassper Nyovest – cantant (cançó 3)
- Stormzy – cantant (cançó 3)
- Jess Kent – cantant (cançó 3)
- Tiwa Savage – veus addicionals (cançó 4)
- WizKid – cantant (cançó 4)
- Danny Ocean – cantant (cançó 4)
- David Guetta – veus addicionals (cançó 4)

Producció
- Coldplay – producció executiva
- Stargate – producció
- Rik Simpson – producció
- Mike Larson – producció
- Daniel Green – producció
- Bill Rahko – producció